# Embalse de Tibi
El embalse de Tibi se encuentra situado sobre el río Monnegre, en los términos municipales de Tibi y Jijona, provincia de Alicante, Comunidad Valenciana, España. En su época (siglo XVI) fue la presa más importante de Europa y de todo el mundo conocido por su altura de más de cuarenta metros, que no se superó hasta la construcción de las grandes presas del periodo ilustrado. Sus obras comenzaron en 1580 dirigidas por Juan Bautista Antonelli y su sobrino Cristóbal de Roda Antonelli por mandato del rey Felipe II en el cauce del río Monnegre. Junto con el embalse de Almansa es uno de los más antiguos en funcionamiento de Europa, siendo este el que ha funcionado ininterrumpidamente durante más tiempo.

## Características

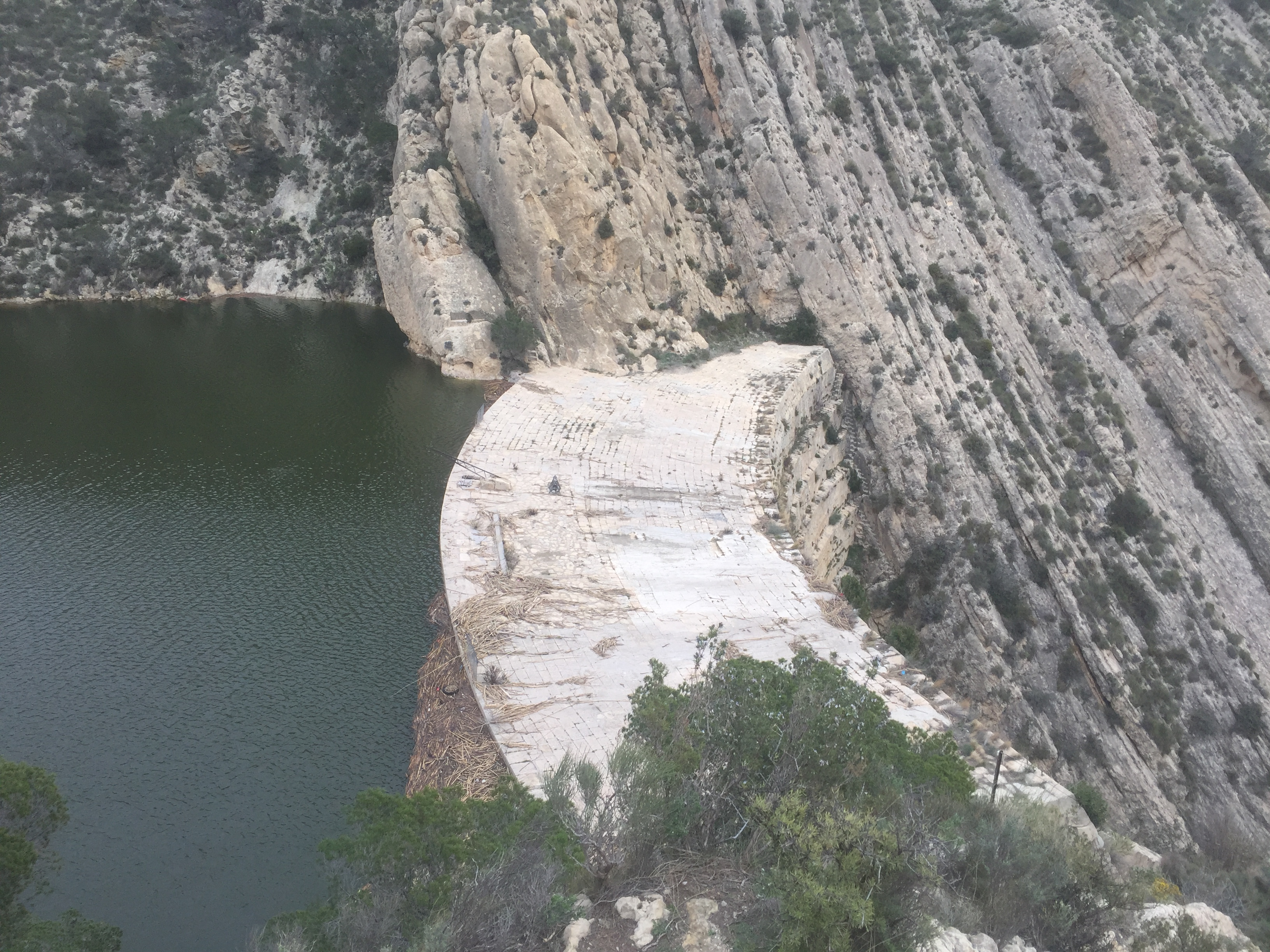
Grosor de los sillares de la presa

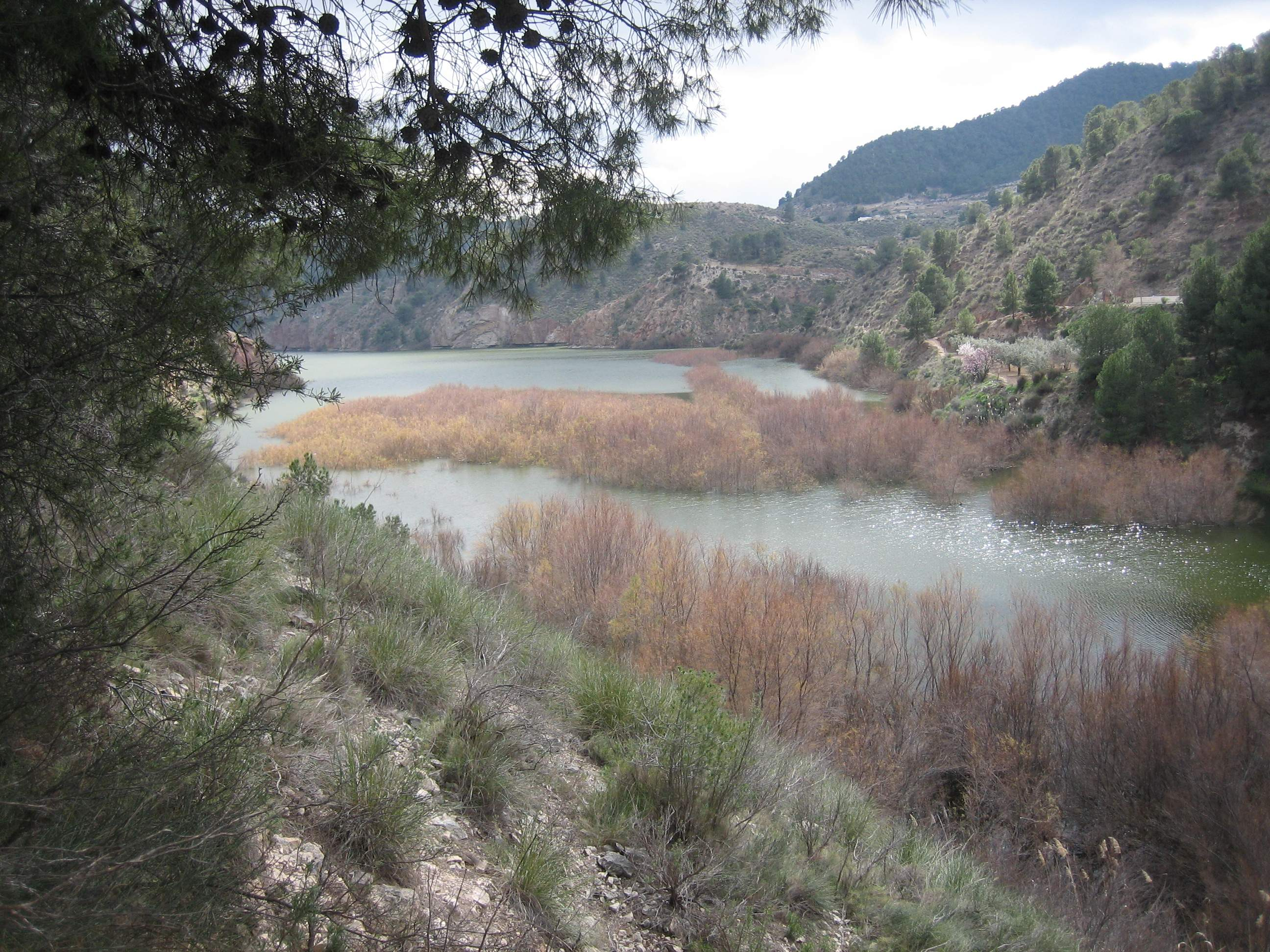
Cola del pantano de Tibi

Ocupa una superficie de 50 hectáreas y tiene una capacidad máxima de 2 hm³. Lo cierra una presa de gravedad con una altura de 46 m y una longitud en coronación de 65 m.
Este embalse pertenece al Sindicato de Riegos de la Huerta de Alicante, que tiene su sede en la localidad de Muchamiel, y que lo gestiona para el riego por el canal de la Huerta. Administrativamente está incluido en la Confederación Hidrográfica del Júcar.
La presa se levanta en una excepcional cerrada entre dos farallones rocosos casi verticales, que proporcionan un excepcional asiento para los estribos. La anchura de la cerrada a pie de cauce es de tan solo 9 metros.
Su innovadora planta curva con un radio de 107 metros (con tan solo 65 metros de arco en la coronación de la presa) junto con el perfil ataluzado del muro situado aguas abajo supuso una renovación técnica fundamental, siendo una mejora de las presas de arco que da origen a las modernas presas arco.
La obra tiene un núcleo de mampostería y paramentos formados por gruesos sillares labrados. Disponía de un sistema hidráulico compuesto de toma de agua a diferentes alturas, aliviadero de superficie y un desagüe de fondo para la limpia periódica de los acarreos depositados en el fondo de la presa.
En la actualidad la presa continua en funcionamiento, aunque su capacidad se ha reducido notablemente por los acarreos depositados.

## Historia
La idea de su construcción partió de dos vecinos de Muchamiel, Miguel Alcaraz y Pere Izquierdo que propusieron represar las aguas del río Monnegre alzando un muro en la garganta formada por los montes Mos del Bou y La Cresta, en el término municipal de Tibi. Las obras se comenzaron en 1580 dirigidas por Juan Bautista Antonelli por mandato del rey Felipe II, pero pronto se paralizaron por falta de recursos, con tan sólo 6 metros levantados de pared. Los trabajos se reanudaron nueve años después y, hasta su culminación en 1594 se suceden las modificaciones, planos, informes, consultas e inspecciones en los que intervienen los más eminentes ingenieros de la Corona: Juan Bautista Antonelli, Cristóbal Antonelli, Jorge Palearo Fratin, Juan de Herrera, etc.
El embalse tenía una capacidad de entre 4 y 5,4 millones de metros cúbicos (la mayor de los embalses de la época).
Aunque sufrió una importante rotura en 1697, entró de nuevo en servicio en 1738.

## Bien de Interés Cultural
Ha sido declarado Bien de Interés Cultural con la categoría de Monumento por la Dirección General de Patrimonio Cultural de la Comunidad Valenciana por Decreto 84/94 de 26/04/1994 (DOCV 17/05/1994).